# Närpes
Närpes (szw. Närpes, fiń. Närpiö) – gmina w Finlandii, położona w zachodniej części kraju, należąca do regionu Ostrobotnia.